# Nikkel-60
Nikkel-60 of 60Ni is een stabiele isotoop van nikkel, een overgangsmetaal. Het is een van de vijf stabiele isotopen van het element, naast nikkel-58, nikkel-61, nikkel-62 en nikkel-64. De abundantie op Aarde bedraagt 26,2231%.
Nikkel-60 ontstaat onder meer bij het radioactief verval van kobalt-60 en koper-60. Het is via het radioactief verval van kobalt-60 de stabiele dochterisotoop van de radionuclide ijzer-60, dat een halfwaardetijd van 2,6 miljoen jaar heeft. Wegens deze zeer hoge halfwaardetijd heeft de aanwezigheid van ijzer-60 is materiaal uit het zonnestelsel ervoor gezorgd dat er waarneembare variaties zijn ontstaan in de isotopische samenstelling van nikkel-60. Dientengevolge kan de aanwezigheid van deze isotoop in extraterrestrisch materiaal inzicht verschaffen in het ontstaan en de zeer vroege geschiedenis van het zonnestelsel. Toch is het tot op heden onmogelijk geweest om deze isotoop hiervoor te gebruiken, omdat nikkel-60 zeer heterogeen is verspreid in het vroege zonnestelsel.
48Ni · 49Ni · 50Ni · 51Ni · 52Ni · 53Ni · 54Ni · 54mNi · 55Ni · 56Ni · 57Ni · 58Ni · 59Ni · 60Ni · 61Ni · 62Ni · 63Ni · 63mNi · 64Ni · 65Ni · 65mNi · 66Ni · 67Ni · 67mNi · 68Ni · 68m1Ni · 68m2Ni · 69Ni · 69m1Ni · 69m2Ni · 70Ni · 70mNi · 71Ni · 72Ni · 73Ni · 74Ni · 75Ni · 76Ni · 77Ni · 78Ni · 79Ni · 80Ni